# Aberdeen Football Club 2024-2025
Questa voce raccoglie le informazioni riguardanti l'Aberdeen Football Club nelle competizioni ufficiali della stagione 2024-2025.

## Stagione
- In Scottish Premiership l'Aberdeen si classifica al quinto posto (53 punti), dietro al Dundee Utd e davanti al St. Mirren.
- In Scottish Cup battono in finale il Celtic (1-1, 4-3 d.c.r), vincendo per l'ottava volta il trofeo e qualificandosi così in Europa League.
- In Scottish League Cup sono eliminati in semifinale dal Celtic (0-6).

## Maglie e sponsor
Il fornitore tecnico per la stagione 2024-2025 è Adidas, mentre lo sponsor ufficiale è TEXO. 
| Casa | Trasferta | Terza divisa |

## Rosa
| N. |                          | Ruolo | Calciatore                |
| -- | ------------------------ | ----- | ------------------------- |
| 1  | Bulgaria (bandiera)      | P     | Dimitar Mitov             |
| 2  | Scozia (bandiera)        | D     | Nicky Devlin              |
| 3  | Scozia (bandiera)        | D     | Jack MacKenzie            |
| 4  | Scozia (bandiera)        | C     | Graeme Shinnie (capitano) |
| 5  | Paesi Bassi (bandiera)   | D     | Mats Knoester             |
| 6  | Norvegia (bandiera)      | C     | Sivert Heltne Nilsen      |
| 7  | Irlanda (bandiera)       | C     | Jamie McGrath             |
| 8  | Stati Uniti (bandiera)   | C     | Dante Polvara             |
| 9  | Scozia (bandiera)        | A     | Kevin Nisbet              |
| 10 | Inghilterra (bandiera)   | C     | Leighton Clarkson         |
| 11 | Palestina (bandiera)     | A     | Oday Dabbagh              |
| 14 | Senegal (bandiera)       | A     | Pape Habib Guèye          |
| 15 | Nuova Zelanda (bandiera) | D     | James McGarry             |
| 16 | Danimarca (bandiera)     | A     | Jeppe Okkels              |

| N. |                        | Ruolo | Calciatore       |
| -- | ---------------------- | ----- | ---------------- |
| 17 | Paesi Bassi (bandiera) | A     | Vicente Besuijen |
| 18 | Croazia (bandiera)     | C     | Ante Palaversa   |
| 19 | Slovenia (bandiera)    | A     | Ester Sokler     |
| 20 | Inghilterra (bandiera) | A     | Shayden Morris   |
| 21 | Irlanda (bandiera)     | D     | Gavin Molloy     |
| 22 | Scozia (bandiera)      | D     | Jack Milne       |
| 24 | Lettonia (bandiera)    | D     | Kristers Tobers  |
| 26 | Inghilterra (bandiera) | D     | Alfie Dorrington |
| 27 | Inghilterra (bandiera) | D     | Angus MacDonald  |
| 28 | Danimarca (bandiera)   | D     | Alexander Jensen |
| 30 | Scozia (bandiera)      | A     | Fletcher Boyd    |
| 31 | Scozia (bandiera)      | P     | Ross Doohan      |
| 32 | Nigeria (bandiera)     | A     | Peter Ambrose    |
| 81 | Finlandia (bandiera)   | A     | Topi Keskinen    |